# Mjøsa
El lago Mjøsa es el lago más grande de Noruega, así como uno de los más profundos del país y de Europa, después del Hornindalsvatnet. Se encuentra en la parte meridional del país, a unos 100 km al norte de Oslo. Su principal afluente es el Gudbrandsdalslågen en el norte; el único efluente es el río Vorma, en el sur.
Desde su punto más meridional en Minnesund (Eidsvoll) a su punto más septentrional en Lillehammer tiene 117 km de largo. En su punto más ancho, cerca de Hamar, tiene 15 km de ancho. Tiene una superficie de 365 km² y se le calcula un volumen de 56 km³; normalmente su superficie está a 123 m s. n. m. y su profundidad máxima es de 468 m. Su línea costera total se calcula en 273 km, de los que un 30 % están construidos. Embalses construidos en el efluente de Vorma en 1858, 1911, 1947 y 1965 alzaron el nivel 3,6 km en total. En los últimos doscientos años, se han registrado veinte inundaciones que añadieron siete metros al nivel de Mjøsa. Varias de estas inundaciones afectaron a la ciudad de Hamar.
Las ciudades de Hamar, Gjøvik y Lillehammer se fundaron a lo largo de las costas del lago. Antes de la construcción de ferrocarriles pasando por el lago, era una importante ruta de transporte. Hoy, aparte de un pequeño barco de recreo para turistas y el vapor Skibladner, no hay tráfico acuático en el lago. La mayor parte de las orillas están dominadas por las zonas agrícolas, entre ellas algunas de las tierras cerealísticas de Noruega. La línea ferroviaria Dovrebanen que une Oslo y Trondheim recorre su orilla oriental, haciendo paradas en Hamar y Lillehammer. La única isla es Helgøya, el resto son pequeños islotes. El más interesante de ellos es Steinsholmen, con las ruinas de una ciudadela medieval del siglo XIII.